# Melioracja
Melioracja – zabiegi mające na celu trwałe polepszenie rolniczych zdolności produkcyjnych gleb.
Do zabiegów tych zaliczamy: drenowanie ceramiczne i PVC, wykonywanie rowów nawadniająco-odwadniających, budowę zbiorników retencyjnych, regulację rzek, ochronę przeciwpowodziową, nasadzenia roślinnością terenów zalewowych i nieużytków rolnych (fitomelioracje).
Melioracje rolne obejmują:
- melioracje wodne, które umożliwiają regulację stosunków wodnych w glebie dzięki nawadnianiu gruntów na obszarach z niedoborem wody lub odwadnianiu terenów, gdzie występuje jej nadmiar,
- agromelioracje, polepszają glebę przez długo działające zabiegi uprawowe, które poprawiają warunki siedliskowe roślin,
- fitomelioracje, które polegają na zadrzewianiu śródpolnym i racjonalnym rozmieszeniu zalesienia, dzięki czemu zmienia się mikroklimat lokalny (prędkość wiatru, temperatura, wilgotność),
- melioracje przeciwerozyjne, czyli zapobiegające zmywaniu żyznych warstw gruntu dzięki zahamowaniu spływu powierzchniowego wód opadowych.